# Георг III (Анхалт-Пльотцкау)
Георг III (на немски: Georg III von Anhalt-Plötzkau, „der Gottselige“, * 15 август 1507 в Десау, † 17 октомври 1553 в Десау) от род Аскани е съ-княз на княжество Анхалт-Десау (1530–1544) и от 1544 до 1553 г. княз на Анхалт-Пльотцкау, също свещеник и реформатор.
Георг III е син на княз Ернст от Анхалт-Десау (1454–1516) и принцеса Маргарета от Мюнстерберг (1473–1530).
След смъртта на баща му през 1516 г. майка му го възпитава в католическата вяра. На 11 години (1518) той става каноник и домхер в Мерзебург и отива да следва каноническо право в университет Лайпциг при Георг Хелт. На 17 години Георг е ръкоположен през 1524 г. за свещеник и става малко след това домпропст в Магдебург.
От 1530 г. Георг III управлява Анхалт-Десау заедно с братята си Йохан IV (1504–1551) и Йоахим I (1509–1561). При подялбата на страната през 1544 г. Георг III получава Анхалт-Пльотцкау.
След смъртта на майка му през 1530 г. Георг става лутеран и от 1535 г. провежда реформацията в страна си. Георг отдавна е приятел с Мартин Лутер и Меланхтон от съседния Витенберг.
След загубата в Шмалкалдийската война Мерзебург става за кратко отново католически, и Георг загубва през 1549 г. духовническата си служба. Остатъкът от живота си той прекарва в своя дворец Вармсдорф. След смъртта на брат му Йохан през 1551 г. Георг III и Йоахим I поемат опекунството над децата му. Георг умира неженен на 17 октомври 1553 г. в двореца на Десау и след два дена е погребан с пресъствието на Меланхтон в църквата Мария.
Неговата ценна сбирка от книги е запазена като „Георг-библиотека“ в Анхалтската библиотека Десау.

## Произведения
- Auslegung des 16. Psalms. Leipzig 1553
- Predigten und andere Schriften. Zerbst 1555 u.ö.
- Von dem Hochwürdigen H. Abendmahl. Zerbst 1650
- Harmonia Publica Doctrinae Christianae, das ist: Zusammenstimmung der Christlichen Lehre. Wittenberg 1677